# محمد حسن بريغش
محمد حسن علي بريغش أديب وناقد سوري، ولد عام 1942م بقرية التلِّ التي تقع على تلال مرتفعة على بعد حوالي 15 كلم شمال دمشق، وهو يَنحدِر من أسرة فقيرة محافظة؛ لذلك تفتَّحت عيناه وهو «يرى والده يَنحت الصخر يُعدُّه للبناء؛ ليعيل أولاده ويوفِّر لهم أسباب الحياة».
وفي ظل هذه الظروف الاجتماعية الصعبة اضطر كاتبنا لمُزاولة العمل منذ أن كان طالبًا؛ لمساعدة والده الفقير، دون أن يدفعه ذلك إلى التفريط في الدراسة، أو ترك مرافقة الكتاب، بل إن هذه الظروف صقلت شخصيته، ولقَّنته كثيرًا من دروس الصبر والتحمل والتعاون والأمل وعدم الضعف أو الكسل، خصوصًا أن والده كان يُربِّيه وإخوته على طلب العلم، ويُبيِّن لهم أنه أفضل من سبيل تتبع المناصب والأموال، كل ذلك وغيره صاغ شخصية كاتبنا الذي عاش للفكرة الإسلامية، ونافح عنها بقلمه وفكره وعمله إلى أن وافاه الأجل، والأستاذ بريغش واحد من مؤسسي رابطة الأدب الإسلامي العالمية التي كان يرأسها الشيخ أبو الحسن الندوي

## حياته العلمية
درس بريغش المراحل الابتدائية والمتوسِّطة والثانوية بالتلِّ مسقط رأسه، ثم انتقل إلى جامعة دمشق، ومنها حصل على «الليسانس» تخصُّص اللغة العربية، وعلى «دبلومة عامة في التربية»، ثم ولج حقل التعليم فعمل مدرسًا ابتدائيًّا لفترة قصيرة بسوريا، قبل أن يَنتقل إلى المملكة العربية السعودية عام 1975م، فاشتغل بالتدريس بضع سنوات، تحوَّل بعدها إلى العمل باحثًا تربويًّا بالوكالة المساعدة للتطوير التربوي بقسم المناهج التابع للرئاسة العامة لتعليم البنات.
هذا التطور في مراحل الدراسة والتدريس رافقه تطور في الشخصية العِلمية لبريغش، ومن العلامات البارزة ذات الأثر البليغ في تلك الشخصية.
ويعود ذلك أساسًا إلى تأثير الوسط الأسري والتعليمي، وقد تحدث بريغش في سيرته الذاتية عن والده الذي كان شغوفًا بالقراءة رغم أنه حُرم الحصول على التعليم والشهادات، وأنه كان يَشتري الكتب من حين لآخر، ويقرأ كثيرًا من الكتب بشغف، وحكى أن والده سافر، ولما رجع من سفره أهدى له ولإخوته كتبًا تراثية، ولا شك أن شخصية والده زرعت فيه البذرة الأولى لحب العلم والقراءة، والحرص على الكتاب والتعلق به، ثم إن بعض المُعلِّمين الناجحين كان لهم دور في ذلك.
قرأ كتبًا في التاريخ وتراجم الرجال والشخصيات، وكتبًا ثقافية وفِكرية، وأخرى في الأدب والفلسفة والتربية وعلم النفس... وقرأ لكبار الكتَّاب في العصر الحديث؛ مثل العقاد والرافعي والمازني والمنفلوطي وسيد قطب... وتأثَّر بأساليبهم وثقافاتهم، وفي هذه المرحلة أخذ يتطلع إلى الكتابة، ويسعى إلى الإنتاج، فكتب بعض الموضوعات والبحوث، وألقى كلمات وخطبًا في الطلبة والمعلمين، وكتب عن بعض أدباء العصر الحديث، مثل: أبي القاسم الشابي، ومحمود العقاد، وأحمد الرفاعي.
من الأمور الجديرة بالذِّكر في سياق الحديث عن المؤثرات المُتدخِّلة في صياغة الشخصية العِلمية لبريغش أنه اختار التخصص الأدبي في المرحلة الجامعية بناءً على رغبة جامحة، رغم أنه كان مُتفوِّقًا في الشُّعبة العِلمية التي درسها بالمرحلة الثانوية، يقول رفيق دربه منير الغضبان مخاطبًا إياه: «واخترْتَ دراسة الأدب رغم الشهادة الثانوية العلمية التي نلتَها وبتفوق واضح، وكان طريق الهندسة مفتوحًا أمامك، ولكن ليس في الهندسة قلب وحبٌّ، أما في الأدب فالأدب شِعر وشعور وشعر منثور...».
وفي هذا الاختيار دليل على أن الأدب لم يكن عند بريغش مجرد هواية وترف فكري، وإنما كان همًّا مركزيًّا يستدعي التفرُّغ الكلي لأجل العطاء والإنتاج، وربما كان بمقدوره الجمع بين تخصصين أو أكثر، ولكنه ارتأى ألا يُبدِّد طاقاته وموهبته الأدبية بين الأدب والعلم، وفضَّل أن يخدم أمته من هذا السبيل.
لا شك أن الوظائف التي تقلدها بريغش كان لها أثر كبير في بناء شخصيته العلمية؛ ذلك أن مزاولته للتعليم أتاحت له الاحتِكاك بالناشئين، ودفعته إلى الاهتمام بقضايا التربية والتعليم، وكان مِن أبرز عوامل التربية التي استرعَت انتباهه الكلمةُ الطيبة الهادفة التي تفعل فِعلها في عقل الإنسان وقلبه، وتصوغ شخصيته في مراحل حياته كلها.
كما أن تفرغه للبحث في هذا الاتجاه لمدة غير يسيرة - لمَّا شغل منصب باحث تربوي بالوكالة المساعدة للتطوير التربوي بقسم المناهج التابع للرئاسة العامة لتعليم البنات بالمملكة العربية السعودية - جعله أكثر حرصًا على القيم والأخلاق والآداب في حياة الإنسان المسلم عمومًا والأديب خصوصًا، فكان لا يخطُّ نقدًا ولا تنظيرًا إلا ويتحدث عن هذا الجانب مبيِّنًا أهميته ودوره، ومتمسِّكًا بوظيفية الأدب ورساليته.

## كتبه
أثري بريغش المكتبة الإسلامية بكتابات متنوعة تُقدَّر بما يفوق عشرين مؤلَّفًا وعشرات المقالات واللقاءات والحوارات، ويُمكِن عرض أهمِّ ما خلفه الرجل من كتابات كالآتي:
1- في الأدب الإسلامي المعاصر دراسة وتطبيق.
2- الأدب الإسلامي أصوله وسماته.
3- أدب الأطفال أهدافه وسماته.
4- في القصة الإسلامية المعاصِرة دراسة وتطبيق.
5- دراسات في القصة الإسلامية المعاصِرة مع عرض ودراسة لعدد من قصص الدكتور الكيلاني.
6- مصعب بن عمير الداعية المجاهد.
7- أبو بصير قمة في العزة الإسلامية.
8- خالد بن سعيد بن العاص الصحابي المجاهد.
9- نُسَيبة بنت سعد المازنية (أم عُمارة).
10- ذات النطاقين أسماء بنت أبي بكر الصديق.
11- أم أيمن بركة (حاضنة رسول الله صلى الله عليه وسلم).
12-همام وطبيب القلب.
13- توقفت الآلة الصغيرة.
14- مسافر.
15- تماثيل من الشمع.
16- مباحثات رسمية.
17- الشجر لا يموت إلا واقفًا.
18- من أوراق الدكتور سعد.
19- الإجازة والغربة.
20- الشيخ والزعيم.
21- الحلم والثعبان.
22- ديوان هاشم الرفاعي: الأعمال الكاملة، جمع وتحقيق.
23- مِن الشعر الإسلامي الحديث، مختارات.
24-ظاهرة الرِّدة في المجتمع الإسلامي.
25- المرأة المسلمة الداعية.
26- المرأة الداعية والأسرة المسلمة.
27- الصحوة وآفاق التربية الإسلامية.
28- التربية ومستقبل الأمة.
29- نحو منهج إسلامي أصيل.
30- تعليم المرأة في المملكة العربية السعودية خلال مائة عام، (وهي موسوعة كبيرة من حوالي ألف صفحة).
وشارك في تأليف عدد من الكتب الدراسية، منها: كتاب المُرشِد في الإملاء لمعلمات المرحلة الابتدائية - كتاب القراءة والكتابة للسنة الأولى لمرحلة مكافحة الأمية وتعليم الكبيرات (من نسختين مختلفتين؛ الأولى للطالبات، والثانية للمعلِّمات).
وزيادة على تأليف الكتب، نشَر بريغش عشرات المقالات والحوارات، وأغلبها كان منصبًّا على النقد الأدبي، وبعضها كان في قضايا دعوية وتربوية، كما شارك في عدد من اللقاءات الدولية حول الأدب وغيره.

## من شهادات الأدباء والنقاد الإسلاميين
يُقرُّ كثير من الأدباء والنقاد الإسلاميين في شهاداتهم بحماسة الرجل الشديدة للأدب الإسلامي، وتميُّزه في الدفاع عن الفكرة الإسلامية وما يَرتبِط بها من قيم ومبادئ، كما يذكرون ما كان لكتاباته من أثر طيب في الأدب، ومن أولئك - مع أقوالهم في الرجل - ما يلي:
• عبد القدوس أبو صالح (رئيس رابطة الأدب الإسلامي العالمية): «كانت حماسته للأدب الإسلامي أشدَّ ما تكون، وكان أشد ما يحرص عليه هو تميز الأدب الإسلامي وفَرادته، مع الإصرار على أن الأديب الإسلامي لا يجوز أن يكون مزدوج الشخصية، يؤمن بالأدب الإسلامي فنًّا، ويُخالف الإسلام خُلقًا والتزامًا بأوامره ونواهيه...»[7].
• حسن الأمراني: «... كان من السباقين إلى تأسيس الأدب الإسلامي المعاصر، بمقالاته وبحوثه التي كتبها منذ وقت مبكر، ونشرها في مجلة حضارة الإسلام، وبالرغم من أنه من مؤسسي رابطة الأدب الإسلامي العالمية، وهو أول من تولَّى منصب أمين السر فيها، فإن الراحل عاش مظلومًا ومات مظلومًا حتى من بعض المقرَّبين...»[8].
• عبد الله الطنطاوي: «أما أبو الحسن - رحمه الله تعالى - فقد كان وفيًّا لمبادئه، وللأدب الإسلامي، ولمذهب (الإسلامية) ولإخوانه، وقدَّم جهده، فكتب وقرأ واستَشْهد بكتابات الإسلاميين، ونوَّه بأعمالهم...».
• حلمي محمد القاعود: «لم يكن الصديق العزيز محمد حسن بريغش - رحمه الله - مجرد أديب أو حامل قلم، فما أكثر الأدباء الذين يَحملون أقلامًا، ولكنهم يتخذونها وسيلة للتكسب أو الوجاهة الاجتماعية أو الشهرة في عالم الناس، بريغش حمل القلم دفاعًا عن قضية، ودعوة لفكرة، وتبشيرًا بمستقبل؛ لذا كرَّس حياته وجهده لخدمة قضية الأدب الإسلامي والتعريف بها والذود عنها، وَفْقًا لقدراته وطاقاته، وقد ظل وفيًّا لهذه القضية حتى وافاه الأجل المحتوم، لا يَنتظر من الناس جزاءً ولا شكورًا، وقد تحمل في سبيلها ضريبة قاسية بصبر المؤمن، وإخلاص المُجاهد».
• وليد قصاب: «إن محمد حسن بريغش كان من الدعاة المتميزين للأدب الإسلامي، وقد قدم خدمات جليلة لهذا الأدب، وكانت له فيه آراء نفيسة سبق بها غيره، وكان شديد الحماسة لهذا الأدب الهادف النظيف، يرى فيه المعبِّر الحقيقي عن هوية الأمة، بل عن فطرة الإنسان السوية في كل مكان وزمان؛ ولذلك كان حريصًا كل الحرص على تنقيته من جميع الشوائب التي تعتري نماذجه الإبداعية، أو محاولات التنظير النقدية، وعلى إبراز خصوصيته وتميزه عن الآداب الأخرى».

## وفاته
توفي بالرياض في 19 يوليو 2003م.